# Ulex boivinii
Ulex boivinii là một loài thực vật có hoa trong họ Đậu. Loài này được Webb miêu tả khoa học đầu tiên.